# Dżabal Isa
Dżabal Isa (arab. ‏جبل عيسى‎, Ǧabal ʿĪsà; fr. Djebel Aïssa) – szczyt w północno-zachodniej części Algierii, w paśmie Dżibal al-Kusur. Wznosi się na wysokość 2236 m n.p.m. Dżabal Isa leży w prowincji An-Na’ama i jest najwyższym szczytem Atlasu Saharyjskiego.
W roku 2003 został utworzony Park Narodowy Dżabal Isa.